# Johann Samuel Kaulfuß
Johann Samuel Kaulfuß (* 17. Februar 1780 in Bojanowo, Königreich Polen; † 25. September 1832 in Neustettin, Provinz Pommern) war ein deutscher Altphilologe, Gymnasiallehrer und Literaturhistoriker.

## Leben
Kaulfuß stammte aus einer deutschen Familie, die das polnische Indigenat erhalten hatte.
Das Studium der Philosophie an der Friedrichs-Universität Halle schloss er 1803 mit der Promotion ab.
1804 kam er als Lehrer für Philosophie und Geschichte an das Königliche Gymnasium in Posen. Er wendete sich gegen die Herabsetzung der Polen und rühmte den Reichtum, die lexikalische und grammatikalische Bildsamkeit, die Energie, den Wohlklang und das Musikalische der polnischen Sprache. Wegen dieser Schrift Ueber den Geist der polnischen Sprache (1804) wurde er in die Königliche Gesellschaft der Freunde der Wissenschaften und in die Literarische Gesellschaft der Universität in Krakau aufgenommen. 1806, im Jahr der Schlacht bei Jena und Auerstedt, schlug Kaulfuß dem Erziehungskomité im Herzogtum Warschau eine „Nationalerziehung für unsern Staat“ vor. Stanisław Staszic war angetan.
Am Königliche Gymnasium zu Posen wurde er 1815 Gymnasialprofessor und Rektor. Um die Französische Sprache zurückzudrängen, warb er 1816 in einer öffentlichen Rede für die Deutsche Sprache. Sie eigne sich zur „Bildung des Geistes und des Herzens“ besser als alle anderen Sprachen. Das führte in Posen zu einem heftigen Sprachenstreit.
1822 nahm er den Philologen Julius Maximilian Schottky (1794–1849) mit großem Wohlwollen an seiner Schule auf. Dessen ungeachtet ging Schottky Kaulfuß’ Duldung von Polenbegeisterung zu weit. Er denunzierte ihn beim Oberpräsidenten Joseph von Zerboni di Sposetti. Dessen eingeschworene Gegner Heinrich von Bülow, Friedrich von Schuckmann und Wilhelm zu Sayn-Wittgenstein-Hohenstein nahmen Friedrich Wilhelm IV. gegen Kaulfuß ein. Am 15. März 1824 wurde er seines Amtes in Posen enthoben und als Direktor an die damals weniger bedeutende Fürstin-Hedwig-Schule in Neustettin versetzt. Altenstein blieb ihm zeitlebens verbunden. In sieben Jahren brachte Kaulfuß die heruntergekommene Schule zu ungeahnter Blüte. Als er mit 52 Jahren gestorben war, wurde er von Schülern und Kollegen auf dem Friedhof zwischen St.-Nikolai-Kirche und Fürstin-Hedwig-Schule feierlich beigesetzt. Er hinterließ die Söhne Felicyan und Roman. Das Postament wurde 1868 an die Südseite der Schule unweit vom Streitzigsee versetzt. Die deutsche Inschrift lautet:

## Bedeutung
Kaulfuß gab Georg Gustav Fülleborns Encyclopaedia philologica neu heraus.
Im Umgang mit Minderheiten und ihren Sprachen stand Kaulfuß wie sein Dienstherr Karl vom Stein zum Altenstein für die souveräne Toleranz der Krone Preußen. Die Überhöhung von Volkssprachen – auch des Deutschen – lehnte er ab. Deutsch sollte als Verkehrssprache in Ostmitteleuropa und als Amtssprache in der Provinz Posen dienen. Die Schule sollte nach seiner Ansicht nicht zum „Räsonieren“ und zum unreifen „Diskutieren“, sondern zu Fleiß und Bescheidenheit, Hochachtung, Ehrerbietung und Gehorsam anleiten.

„Die Uebung in der schweren Aufgabe, seinen Willen ruhig und mit Entsagung einem höheren Willen unterzuordnen, ist (im Gegensatz zu der falschen „Treibhauspädagogik“) die Grundlage menschlicher Größe in Religion, Moral und Leben. Aus dieser Schule gingen die größten Männer hervor.“

## Ehrungen
- Konsistorialrat (Posen)[3]

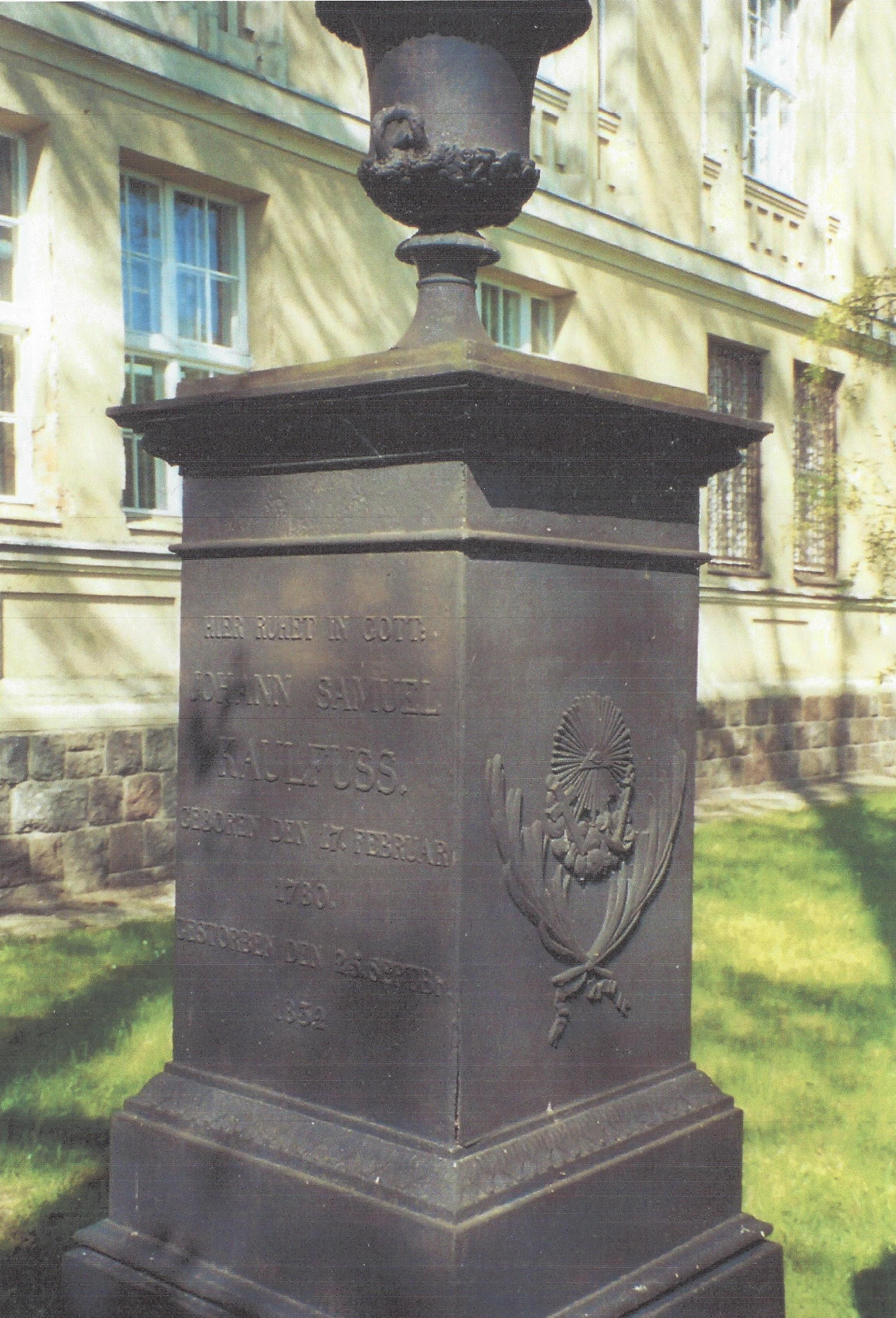
Kaulfuß-Denkmal in Szczecinek

- Denkmal vor der Fürstin-Hedwig-Schule in Neustettin

## Schriften
- Judicium criticum de H. E. G. Paulo, professore Jenensi, commentatio philologica in Novum Testamentum. Halle (Saale) 1803.
- Ueber den Geist der polnischen Sprache. Eine Einleitung in die polnische Literär-Geschichte für Deutsche. Halle 1804. Neudruck Nabu Press 2012, ISBN 978-1-286-07802-0 (GoogleBooks).
- Polens Untergang. Ein charakteristisches Gemälde dieser Adels-Nation. Kolonia 1808–1809.
- Warum ist die deutsche Sprache und Literatur als Hilfsmittel zur Fortbildung der französischen Sprache vorzuziehen. Posen 1819 (GoogleBooks).
- Die Erziehung für den Staat. Versuch eines Plans zur Einrichtung des Erziehungswesens im Preussischen Staate. Posen 1817 (GoogleBooks).
- Kurze Darstellung der gesammten Einrichtung des Königlichen Gymnasiums zu Posen. Eine Einleitungsschrift zu der öffentlichen Prüfung. Posen 1817.
- Dissertatio de studiis Graecarum et Romanarum litterarum in scholis acrius et rectius exercendis. Sulechów 1819; Posen 1819.
- Cur lingua Graeca juventuti Polonicae inprimis addiscenda est? Ad solemne examen in Gymnasio Regio Posnaniensi omnes litterarum cultores invitat. Posen 1821
- Monarchie und Schule. Posen 1822.
- De pucaliaribus aevi nostri vitiis, eorumque remediis. Köslin 1826.
- Wie muss alte Literatur gelehrt werden, wenn sie einen Platz unter den Gymnasial-Lehrgegenständen verdienen soll? Köslin 1826 (GoogleBooks).
- Die Religion des Herrn in den Gymnasien. In: Jenaische Allgemeine Literaturzeitung (UrMEL), Köslin 1830 (digitalesthueringen.de).
- Kurze Nachricht von dem jetzigen Zustand des Königlichen Gymnasiums in Neu-Stettin. Köslin 1830.
- Ueber meine Methode die alte Literatur zu lehren. Köslin 1830.
- De authoribus veteris ad usum gymnasiorum edendis. Köslin 1831.